# Sbarro (automóviles)
Sbarro (automóviles) es una pequeña empresa dedicada hacer réplicas de vehículos y también preparaciones tipo concept sobre automóviles de diversas marcas se fundó en 1971. 

## Historia
Franco Sbarro diseñador italiano de automóviles decidió crear su propia empresa cuando marchó a Suiza, en un principio se dedicó a hacer coches con su propio diseño con la utilización de motores BMW y Rover. Después empezaría hacer replica de algunos modelos, también se dedicó hacer prototipos bajo algunas conocidas marcas de automóviles e incluso carrozo algún modelo de serie transformándolo a prototipo.

## Creaciones concept por marcas
| - AC Cobra - Aero 2000 - Alcador - Alcador GTB 2008 - Alcador GTB 2009 - Alfa Romeo 155 SportWagon Q4 - Alfa Romeo Diva - Alfa Romeo Torpedo - Aria - Assystem City Car - Astro - Atlantis - Autobau - Be Twin - Bizzarrini - BMW 328 réplique - BMW 328 baby - BMW XX5 - Brescia - Bugatti Royale réplique - Bugatti Royale Event - Cadillac Function Car - Can-Am 4.7 - Can-Am 5.0 - Carville (Pilcar) - Challenge 2+2 - Challenge baby - Challenge V8 - Challenge III - Chevrolet Corvette Le Mans - Christelle - Chrono - Citroën Aventure C15 - Citroën Berlingo Bourlingueur - Citroën Berlingo - Citroën Berlingo Croisière jeune - Citroën Berlingo Escapade - Citroën Berlingo Grand Angle - Citroën Berlingo Taxi - Citroën C2 V6 - Citroën C3 Pluriel V6 - Citroën C3 Profil R - Citroën C4 R-PUR - Citroën C8 Oxygène - Citroën C-Cruise Crosser - Citroën Evasion BX 4x4 - Citroën GT-C1 - Citroën Jumper Téléthon - Citroën Jumpy Atlante des neiges - Citroën Onyx Axel - Citroën Onyx ZX - Citroën Picasso Cup - Citroën Picasso El Bicho - Citroën Xsara coupé |  | - Cobra réplique - Crisalys - Crisalys course - Cyrano Formule III - Daimler Limousine - Dodge Dakota pick-up - Dominique III - Dual Frame - Eight - Ellipsis Charbonneaux - ES-13 Flèche Rouge - ESP9 - Essenza - Evoluzione - F1for3 Delphi - Family Dragster - Ferrari 550 Maranello large - Ferrari P4 réplique - Fiat Multipla multidoors - Filipinetti I - Filipinetti II - Floper III - Formule 5000 - Formule libre - Formule Rhin - Gecko - Genesis - Grand Prix - GT1 - GT12 - GT4 - GT40 - GT8 (noire) - GT8 (rose) - GT-HDI - GTR - Helios - Hommell Berlinette restylage - Ic@r - Impact - Intencity - Ionos - Isatis - Issima - Jaclyn - Katana - Lola T70 - LO - Mandarine - Memory - Mercedes 190 - Mercedes 300 SL réplique - Mercedes 500 SEC - Mercedes 540 K réplique |  | - Mercedes 540K réplique Nurburg - Mercedes 540K Baby - Mercedes "Berlina" - Mercedes Papillon 4 portes - Mercedes papillon Biturbo - Mercedes papillon Shahin - Mercedes SL roadster - Mille Miglia - Mille Miglia II - Minotor - Monster G - Monza - Mulsanne - Nemesis - NSU barquette - Opel GT Greder - Orbital Hybrid - Osmos - Oxalys - Pendocar - Peugeot 106 Gruau - Peugeot 106 restyling - Peugeot 307 CC GPA - Peugeot 307 racing - Peugeot 406 - Pick-up R4 CREA - Proteus - Prototype 1959 - Quad - React'ev - Renault 25 Charbonneaux - Renault Clio Top chop - Renault Espace Spider (Espider) - Renault Kangoo 4x4 - Renault Mégane V6 - Renault Scénic - Renault Spécial Five Turbo - Roadster V12 - Robur - Rolls Royce Camargue - Rolls-Royce Hunting Car - Roue orbitale - Sayta - Scorpius (Bi-moto) - SEAT Leon coupé - Seb Millenium - Soucoupe roulante - Sparta - Speed'R - Stash, Super Stash & Cardin - Stinger - Supercharged 11 - Super Eight - Super Seven |  | - Super Twelve - SV1 - Testa Rossa Baby - Tiger - Tornado SB1 - Tornado SB2 - Turbo S20 - Turbot Rhino 1 (Turbotraction Spirou) - Twike.Me Swiss Lem - Two for 100 - Unité motrice autonome : UMA 1 (moto), UMA 2 (tricycle), UMA 3 (4 roues) - Urbi - VW Golf 300S - VW Golf Foliatec - VW Golf turbo - VW Sharan Sahara - WindHawk 6x6 - Windhound - Windy baby - Wolfshark - Yamaha XJ6 Caddy tricycle |